# Margaretengäßchen
Das Margarethengäßchen ist eine Straße in Trier, im Stadtteil Mitte. Ihr nordöstlicher Teil verläuft zwischen Simeonstraße und dem unteren Ende der Kutzbachstraße, ihr südwestlicher Teil verläuft zwischen Walramsneustraße und dem oberen Ende der Kutzbachstraße.
An die Straße grenzen die Apsis der als Kulturdenkmal klassifizierten ehemaligen, in der Kutzbachstraße gelegenen St.-Thomas-Kapelle, ferner die Nord- und Westfassade der ehemaligen Simeonstraßen-Filiale der Sparkasse Trier, außerdem die Südfassade des erhalten gebliebene Teils des ehemaligen, 1936/37 „purifizierend“ umgebauten St.-Nikolaus-Hospitals. Die zugehörige, noch im Original erhalten gebliebene St.-Nikolaus-Kapelle, an der Simeonstraße, steht ebenfalls auf der Liste der Kulturdenkmäler in Trier.
Ein an das Hospitalsgebäude unmittelbar westlich angrenzender, um 1958/59 fertig gestellter Neubau beherbergte, von 1971 bis Ende 1997, das Kino Flimmerkiste.
Im Kreuzungsbereich Margarethengäßchen/Kutzbachstraße/Simeonstiftplatz (früher Simeonstiftstraße 10, heute Simeonstiftplatz 1) befand sich das Geburtshaus der Schriftstellerin Clara Viebig. Das Anwesen wurde um 1957/58 abgerissen, gemeinsam mit weiteren Gebäuden an der Ostseite der Thomasgasse bzw. des Thomasgäßchens (heute Simeonstiftplatz). Auf dem Grundstück wurde 1972 ein Neubau fertiggestellt.